# Mike Easley

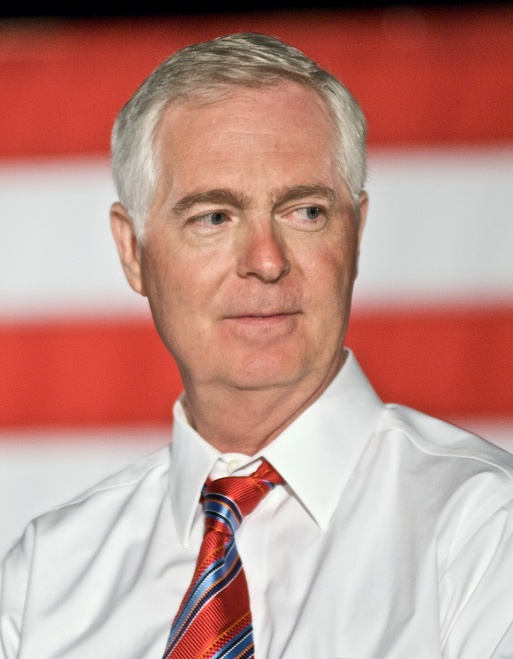
Mike Easley

Michael Francis „Mike“ Easley (* 23. März 1950 in Rocky Mount, North Carolina) ist ein US-amerikanischer Politiker (Demokratische Partei). Er war von 2001 bis 2009 Gouverneur des Bundesstaates North Carolina.

## Frühe Jahre und politischer Aufstieg
Mike Easley wuchs auf einer Tabakplantage auf. Er studierte Politikwissenschaft an der University of North Carolina in Chapel Hill und schloss mit Auszeichnung ab. Anschließend studierte er an derselben Universität Jura. Im Jahr 1975 machte er seinen Cum-Laude-Abschluss. 1982 wurde Easley Bezirksstaatsanwalt. Damit war er einer der jüngsten Bezirksstaatsanwälte in North Carolina überhaupt. Im Jahr 1992 wurde er Justizminister (Attorney General) von North Carolina. Für die Gouverneurswahlen des Jahres 2000 wurde er von seiner Partei als Kandidat nominiert. Mit 52 Prozent der Stimmen setzte er sich gegen den Republikaner Richard Vinroot, den ehemaligen Bürgermeister von Charlotte, durch.

## Gouverneur von North Carolina
Nach der gewonnenen Wahl trat er sein Amt am 1. Januar 2001 an. Im Jahr 2004 wurde er von den Wählern bestätigt, wobei er sich diesmal mit einem Stimmenanteil von 55,6 Prozent gegen Staatssenator Patrick J. Ballantine behauptete. Im Jahr 2005 verweigerte er dem zum Tode verurteilten Kenneth Boyd die Begnadigung. Am 2. Dezember 2005 wurde Boyd daher als 1000. Mensch seit Wiedereinführung der Todesstrafe 1976 durch die Injektion einer Giftspritze in Raleigh hingerichtet.
Am 29. April 2008 stellte sich der Gouverneur von North Carolina im US-Vorwahlkampf der Demokraten als einer der entscheidenden Superdelegierten zunächst auf die Seite von Hillary Clinton. Die Senatorin Clinton sei diejenige Kandidatin, die „die Herausforderungen versteht, denen wir in diesem Land gegenüberstehen“, sagte Easley. Nach deren Ausscheiden kündigte er jedoch seine Unterstützung für Barack Obama an. Im selben Jahr wurde Beverly Perdue, zuvor Easleys Vizegouverneurin, zu seiner Nachfolgerin gewählt.